# 10239 Hermann
10239 Hermann este un asteroid din centura principală de asteroizi.

## Descriere
10239 Hermann este un asteroid din centura principală de asteroizi. A fost descoperit pe 10 octombrie 1998 la Stația Anderson Mesa în cadrul programului LONEOS. Asteroidul prezintă o orbită caracterizată de o semiaxă mare de 3,17 ua, o excentricitate de 0,24 și o înclinație de 17,0° în raport cu ecliptica.